# Мядельский замок
Мядельский замок (бел. Мядзельскі замак) — средневековый замок, существовавший в XV—XVIII столетиях на острове Замок озера Мястро рядом с городом Мядель Минской области Беларуси. Построен предположительно Саковичами, затем перешёл по наследству к Николаю Радзивиллу и его потомкам.

## Описание
Комплекс строений Мядельского замка состоял из круглой в плане каменной многоэтажной башни-донжона, одной или двух меньших башень, каменной крепостной стены, опоясывающей площадку замка и имевшей 5 полукруглых бастей, каменного дворца, примыкавшего к основной башне, а также более поздних бастионных сооружений, опоясывающих замковые укрепления. 

Три замковые башни на гербе города Мядель.

В 1981 году археологическая экспедиция Гродненского университета при раскопках на мядельском городище обнаружила остатки донжона. Его внешний диаметр составлял 17,5 метров, внутренний — 10 метров, при толщине стен — около 3,5 метров. Фундамент башни был сложен в технике «полосатой кладки» (ряды выложенные из валунов разделялись рядами выложенными из крупноразмерного кирпича) и заглублен в землю на 3,75 метров. От основной стены донжона сохранились фрагменты высотой около 1.5 метров, выложенные из крупноразмерного кирпича на известковом растворе в технике «чешуйчатой кладки». Исследователями зафиксировано наличие светового люка (1,23 х 1,75 метров) в восточной части башни и дверного прохода (1,5 х 2 метра) в западной. В юго-восточном углу замка археологами обнаружен фундамент ещё одной башни диаметром 10 метров.
Сохранилось изображение замка на карте Великого княжества Литовского, выполненной Томашем Маковским в 1613 году. На нём замок изображен с тремя башнями, основная из которых имеет несколько этажей. Специалисты считают, что по своим параметрам мядельская башня-донжон была подобна Каменецкой башне.
Крепостная стена замка выполнена в традиционным для того времени способом — из валунов на известковом растворе. Бастеи замка считаются самыми ранними сооружениями такого типа на территории Белоруссии. В первой половине XVI века рядом с основной башней был возведен кирпичный прямоугольный дворец, имевший ширину 10 метров, стены толщиной 2 метра, сводчатые подвалы высотой 3 метра. Связь с замка с берегом осуществлялась по деревянному мосту длиной 400 метров. В XVII веке Мядельский замок был усилен нижним поясом обороны, представляющим собой земляной вал с бастионами и рвом, наполненным водой из озера. Бастионные укрепления отсутствовали с восточной стороны, где замок вплотную подходил к берегу озера.
В 1564 году в арсенале замка были 2 фальконета, 2 серпантины, а также различное огнестрельное вооружение. Замок был разрушен во время Северной войны 1700—1721 годов.

## Археологические исследования
В книге Федора Покровского «Археологическая карта Виленской губернии» (1893) встречается описание окрестностей Мядельского замка:
«М. Ново-Мядель, 44°36′ — 54° 52′, на озере Мястро, Мядельской волости, Вилейского уезда. Против самого местечка (которое, кстати, как бывший город обнесено валом), на одном из островов озера Мястро, существовал некогда замок, построенный по преданию, королевой Боной; замок соединен был с местечком мостом на сваях, сохранившихся под водою до настоящего времени. От построек замка на поверхности почвы не сохранилось никаких следов, кроме наблюдаемой в некоторых местах острова садовой растительности; но, по народной молве, под почвой сохранились погреба. Местность эта называется замком, обращена теперь под пашню, а озеро служит для местных жителей обыкновенным местом для увеселительных прогулок на лодках».
Археологической экспедицией Гродненского университета 1981 года выявлены фундаменты основных сооружений замка. Во время раскопок башни-донжона была обнаружена керамика XV—XVII веков (в том числе белоглиняная, импортируемая из Польши), полихромные изразцы с различными рисунками, строительная кельма, грош 1535 года, трехшиповые солдатские подковки на каблуки и другие бытовые предметы. При раскопках во дворе замка найдены материалы времён Киевской Руси: гончарные изделия XI—XIII века, ножи и другие предметы, а также материалы времен ВКЛ: керамика XIV—XVII веков, железные изделия, монеты XVI—XVII веков.